# Sinophorus costalis
Sinophorus costalis là một loài tò vò trong họ Ichneumonidae.